# Lampeia
Lampeia (in greco Λαμπεία?) è un ex comune della Grecia nella periferia della Grecia Occidentale (unità periferica dell'Elide) con 1.374 abitanti secondo i dati del censimento 2001.
È stato soppresso a seguito della riforma amministrativa, detta Programma Callicrate, in vigore dal gennaio 2011 ed è ora compreso nel comune di Archea Olympia.

## Località
Lampeia è suddiviso nelle seguenti comunità (i nomi dei villaggi tra parentesi):
- Astras (Astras, Kalyvia Astra)
- Lampeia (Lampeia, Amygdali)
- Oreini (Oreini, Paliofytia)